# Alex Damiani
Alex Damiani, all'anagrafe Saverio Lupo  (Amantea, 22 aprile 1952) è un cantante e attore italiano.

## Biografia

### La carriera di attore
Il suo volto raggiunge ampia notorietà a partire dagli anni '70. Le case editrici, allora, potevano vantare cifre record nel settore dei cosiddetti film statici. La tiratura dell'anno 1976 fece registrare numeri da capogiro, con quasi nove milioni di copie vendute. Ben presto Damiani divenne icona dei fotoromanzi, raggiungendo una straordinaria popolarità a livello nazionale e non solo, insieme a personaggi delle Edizioni Lancio come Claudia Rivelli (sorella di Ornella Muti), Marina Coffa, Barbara De Rossi, Adriana Rame.
Sulla scia di questo notevole successo, sbarca sul grande schermo. La sua prima apparizione è nel lungometraggio Comincerà tutto un mattino: io donna tu donna di Elo Pannacciò (1978). Recita in altre pellicole che vedono alla regia Ninì Grassia e Gianni Cozzolino.

### La musica
Affermato e amato nei film statici, si dimostra artista polivalente dedicandosi alla musica, ricevendo numerosi premi e riconoscimenti. Il suo primo grande successo risale al 1980: il brano Cambierò, cambierai gli regala la vittoria al Cantagiro 1980 e nella sezione Giovani del Festivalbar.
Bissa l'anno successivo con Non t'amo: anche questo pezzo arriva primo nella sezione Giovani del Festivalbar. Nel 1982 esce un altro suo successo, Michelle, che vince nella linea azzurra di Un disco per l'estate. Damiani realizza, inoltre, la canzone Come per magia, sigla della versione italiana della telenovela Anche i ricchi piangono. Nel 1984 incide Per questo amore. Nel 1986 esce il suo primo album, Né guerre né eroi, che include il brano Se ti va, con il quale partecipa al festival internazionale di Viña del Mar, in Cile, classificandosi al 3º posto.

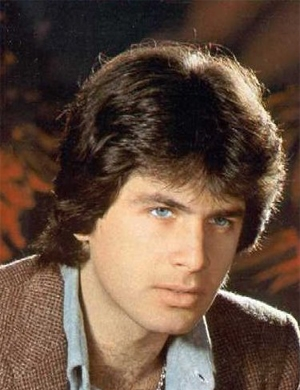
Damiani all'epoca in cui era interprete di fotoromanzi.

Segue il secondo album, Che colori ha l'amore, mentre il terzo porta il suo nome, Alex Damiani. Fra gli altri brani che ha inciso (alcuni dei quali contenuti nei lati B o negli album successivi), si possono segnalare: Quanto mi ami, Per questo amore, Emozione d'amore, È stato bello con te, È bella la vita, Ojos de amor (in lingua spagnola). Nel 1999 esce il CD Oceano.
Oltre che interprete, Alex è anche compositore: in questa veste, vanta collaborazioni con Gianni Belfiore, autore dei maggiori successi di Julio Iglesias, con i fratelli Calabrese, produttori e autori dei successi del compianto Alex Baroni, con Valerio Liboni, e altri. Alex Damiani sfrutta le sue doti canore anche interpretando dal vivo brani del passato, e spaziando attraverso vari generi (melodico, pop, rock, latinoamericano).

## Discografia

### Singoli
| Titolo               | Lato | Anno | Etichetta          | Autori                                                           |
| -------------------- | ---- | ---- | ------------------ | ---------------------------------------------------------------- |
| Cambierò, cambierai  | A    | 1980 | EMI 006-18475      | Balducci, Giovanni Belfiore                                      |
| Sei tu               | B    | 1980 | EMI 006-18475      | Piero Calabrese, Alex Damiani (Saverio Lupo)                     |
| Non t'amo            | A    | 1981 | EMI 3C 006-18549   | Giovanni Belfiore, Botija                                        |
| È stato bello con te | B    | 1981 | EMI 3C 006-18549   | Alex Damiani (Saverio Lupo), Fernando Ciucci/Romano Musumarra    |
| Michelle             | A    | 1982 | EMI 3C 006-18580   | Alex Damiani (Saverio Lupo), Giovanni Belfiore                   |
| Io per te            | B    | 1982 | EMI 3C 006-18580   | Alex Damiani (Saverio Lupo)                                      |
| Come per magia [1]   | A    | 1983 | Ricordi 4945/1     | Mario L.F. Russo, E. Riccardi                                    |
| Se ti amo un po'     | B    | 1983 | Ricordi 4945/2     | Mario L.F. Russo, N.F. Cifariello                                |
| Per questo amore     | A    | 1984 | PolyGram 880 057-7 | Alex Damiani (Saverio Lupo), Piero Calabrese                     |
| E se mi va se mi va  | B    | 1984 | PolyGram 880 057-7 | Alex Damiani, Piero Calabrese, Romano Musumarra, Fernando Ciucci |

[1] Sigla TV della telenovela Anche i ricchi piangono.

### Album

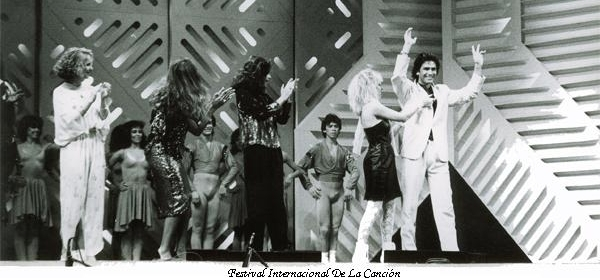
Alex Damiani premiato al Festival di Viña del Mar.

| Titolo                | Anno | Etichetta   |
| --------------------- | ---- | ----------- |
| Né guerre né eroi     | 1986 |             |
| Alex Damiani          | 1986 | Durium      |
| Che colori ha l'amore | 1989 | Ricordi     |
| Quanto mi ami         | 1995 | Duck Record |
| Oceano                | 1999 | Sinergie    |
| Cuore manomesso       | 2005 | D.V. More   |
| In fondo a ogni donna | 2010 |             |

## Filmografia
- Comincerà tutto un mattino: io donna tu donna, regia di Elo Pannacciò (1978)
- Una tenera follia, regia di Ninì Grassia (1986)
- Una banda di matti in vacanza premio, regia di Ninì Grassia  (1988)
- Agenzia cinematografica (Talent Agency), regia di Anthony Grey (1993)
- Una vita da sballo, regia di Ninì Grassia e Gianni Cozzolino (1993)
- Gatta alla pari, regia di John Coline (1993)
- Un grande amore, regia di Anthony Grey (1994)